# Barbudo (Puentecaldelas)
Barbudo (oficialmente Santa María de Castro Barbudo) es una parroquia  española realizada mediante piedra, situada en el municipio de Puentecaldelas, perteneciente a la provincia de Pontevedra, en la comunidad autónoma de Galicia.

## Toponimia
La parroquia puede aparecer referida como «Barbudo» y «Castro Barbudo».

## Historia
Hacia mediados del siglo XIX, la parroquia, ya por entonces perteneciente a Puentecaldelas, tenía contabilizada una población de 260 habitantes. Aparece descrita en el tercer volumen del Diccionario geográfico-estadístico-histórico de España y sus posesiones de Ultramar de Pascual Madoz con las siguientes palabras:

BARBUDO (Sta. Maria de), ant. Castro Barbudo: felig. en la prov. de Pontevedra (3 leg.), dióc. de Tuy (6), part. jud. y ayunt. de Puente-Caldelas (1): sit. entre el r. Porto Outaven y los montes Rebordelo y Esfarrapada, combatido por los vientos de N. y S.; goza de clima templado, pero propenso á fiebres y pulmonias. No comprende mas l. que el de Barbudo que consta de 54 casas diseminadas: tiene escuela de primeras letras concurrida por 30 alumnos, y buenas aguas para el uso comun de los vec.; 1 igl. parr. (Sta. María), cuyo curato es de entrada y de patronato del duqne de Sotomayor. Confina el térm. por N. y O. con Sta. Maria de la Insua, E. San Andres de Anzeu, y S. San Adrian de Calbos, en cuyo radio se encuentran en la cúspide de un cerro contiguo á la igl., las ruinas de una pequeña fortaleza, de la cual se cree en el pais que deriva la etimologia del nombre ant. de Castro Barbudo. El terreno, que participa de monte y llano, de mediana calidad, fertilizado por el r. Outaven que trae su origen de los montes de Secido y Ceo; y los ya referidos Esfarrapada y Rebordelo son de alguna utilidad á la pobl.; los caminos son locales; el correo se recibe de la estafeta de Puente-Caldelas; prod.: maiz, centeno y legumbres; cria ganado vacuno, lanar y gallinas, y caza de conejos y perdices; pobl.: 50 vec., 260 alm.; contr. con su ayunt. (V.).
(Madoz, 1846, p. 401)

En 2023, tenía empadronados 89 habitantes.